# Юнгберг, Микаэль (кёрлингист)
Микаэ́ль «Ми́ке» Ю́нгберг (швед. Mikael «Micke» Ljungberg; род. 23 августа 1961) — шведский кёрлингист
В составе мужской сборной команды Швеции участник двух чемпионатов мира (в 1994 серебряные и в 1989 бронзовые призёры). В составе мужской сборной команды ветеранов Швеции участник чемпионата мира 2018 (стали серебряными призёрами).
Играл на позициях первого и второго.
В 2003 введён в Зал славы шведского кёрлинга (швед. Stora Curlare).

## Достижения
- Чемпионат мира по кёрлингу среди мужчин: серебро (1994), бронза (1989)
- Чемпионат мира по кёрлингу среди ветеранов: серебро (2018).
- Чемпионат Швеции по кёрлингу среди ветеранов: золото (2003), бронза (2014, 2016).

## Команды
| Сезон   | Четвёртый       | Третий              | Второй            | Первый            | Запасной                                | Турниры             |
| ------- | --------------- | ------------------- | ----------------- | ----------------- | --------------------------------------- | ------------------- |
| 1988—89 | Томас Норгрен   | Ян-Улов Нессен      | Андерс Лёф        | Микаэль Юнгберг   | Петер Седервалль                        | ЧМ 1989             |
| 1993—94 | Ян-Улов Нессен  | Андерс Лёф          | Микаэль Юнгберг   | Лейф Сеттер       | Эрьян Юнссон                            | ЧМ 1994             |
| 1997—98 | Martin Mattsson | Андерс Лёф          | Лейф Сеттер       | Микаэль Юнгберг   |                                         |                     |
| 2002—03 | Ян-Улов Нессен  | Андерс Лёф          | Микаэль Юнгберг   | Лейф Сеттер       |                                         | ЧШВ 2003            |
| 2008—09 | Ян-Улов Нессен  | Андерс Лёф          | Микаэль Юнгберг   | Лейф Сеттер       |                                         |                     |
| 2012—13 | Ян-Улов Нессен  | Андерс Лёф          | Микаэль Юнгберг   | Лейф Сеттер       |                                         | ЧШВ 2013 (5 место)  |
| 2013—14 | Ян-Улов Нессен  | Андерс Лёф          | Микаэль Юнгберг   | Лейф Сеттер       |                                         | ЧШВ 2014            |
| 2015—16 | Томми Олин      | Микаэль Юнгберг     | Андерс Лёф        | Пер Карлсен       | Dan Carlsén                             | ЧШВ 2016            |
| 2017—18 | Матс Врано      | Микаэль Хассельборг | Anders Eriksson   | Gerry Wahlin      | Микаэль Юнгберг тренер: Микаэль Юнгберг | ЧМВ 2018            |
| 2018—19 | Emil Markusson  | Daniel Berggren     | Fredrik Ljungberg | Микаэль Юнгберг   |                                         | ЧШМ 2019 (9 место)  |
| 2019—20 | Emil Markusson  | Fredrik Ljungberg   | Микаэль Юнгберг   | Jonatan Markusson |                                         | ЧШМ 2020 (15 место) |
| 2022—23 | Emil Markusson  | Fredrik Ljungberg   | Микаэль Юнгберг   | Рикард Хальстрём  |                                         | ЧШМ 2023 (15 место) |

(скипы выделены полужирным шрифтом)

## Частная жизнь
Его жена — кёрлингистка Лена Мордберг, чемпионка Швеции, она играла в женской сборной Швеции на чемпионате мира 1990 и чемпионате Европы 1990.